# Липском (округ)
Округ Липском (англ. Lipscomb County) расположен в США, на северо-восточной оконечности штата Техас. Официально образован в 1876 году и назван в честь Абнера Смита Липскома — государственного секретаря республики Техас. По состоянию на 2000 год численность населения составляла 3057 человек. Окружным центром является город Липском.

## География
По данным Бюро переписи США, общая площадь округа составляет 2414 км² и представляет собой сушу.

### Соседние округа
- Бивер (Оклахома) — север
- Окилтри (Техас) — запад
- Робертс (Техас) — юго-запад
- Хемпхилл (Техас) — юг
- Эллис (Оклахома) — восток

## Демография
По данным переписи населения 2000 года в округе проживало 3057 жителей, в составе 1205 хозяйств и 845 семей. Плотность населения была 1 человек на 1 квадратный километр. Насчитывалось 1541 жилых домов, при плотности покрытия 1 постройка на 1 квадратный километр. По расовому составу население состояло из 82,86% белых, 0,52% чёрных или афроамериканцев, 1,37% коренных американцев, 0,07% азиатов, 12,99% прочих рас, и 2,19% представители двух или более рас. 20,71% населения являлись испаноязычными или латиноамериканцами.
Из 1205 хозяйств 32,5% воспитывали детей возрастом до 18 лет, 62,1% супружеских пар живших вместе, в 5,9% семей женщины проживали без мужей, 29,8% не имели семей. На момент переписи 28% от общего количества жили самостоятельно, 16,2% лица старше 65 лет, жившие в одиночку. В среднем на каждое хозяйство приходилось 2,5 человека, среднестатистический размер семьи составлял 3,06 человека.
Показатели по возрастным категориям в округе были следующие: 27,6% жители до 18 лет, 5,9% от 18 до 24 лет, 24,7% от 25 до 44 лет, 23,4% от 45 до 64 лет, и 18,4% старше 65 лет. Средний возраст составлял 40 лет. На каждых 100 женщин приходилось 94,6 мужчин. На каждых 100 женщин в возрасте 18 лет и старше приходилось 93 мужчины.
Средний доход на хозяйство в округе составлял 31 964 $, на семью — 39 375 $. Среднестатистический заработок мужчины был 28 750 $ против 20 034 $ для женщины. Доход на душу населения был 16 328 $. Около 12,9% семей и 16,7% общего населения находились ниже черты бедности. Среди них было 23,5% тех кому ещё не исполнилось 18 лет, и 12,4% тех кому было уже больше 65 лет.

## Населённые пункты
- Букер[3]
- Даррузетт
- Липском
- Фоллетт
- Хиггинс

## Политическая ориентация
На президентских выборах 2008 года Джон Маккейн получил 87,02% голосов избирателей против 12,34% у демократа Барака Обамы.
В Техасской палате представителей округ Липском числится в составе 88-го района. С 1989 года интересы округа представляет республиканец Уоррен Чисам из Пампы.

## Образование
Образовательную систему округа составляют следующие учреждения:
- школьный округ Букер[6]
- школьный округ Дарузетт[7]
- школьный округ Фоллетт[8]
- школьный округ Хиггинс[9]